# 扎比内·施皮茨
扎比内·施皮茨（德語：Sabine Spitz，1971年12月27日—），德国女子自行车运动员。她曾代表德国参加2000年、2004年、2008年、2012年和2016年夏季奥林匹克运动会自行车比赛，获得一枚金牌、一枚银牌和一枚铜牌。